# Светозар Андрејић
Светозар Андрејић Шпуле рођен је 1941. год. у Новом Ланишту, је бивши југословенски фудбалер.
Један је од највећих фудбалера и најбоље крило свих времена Поморавског округа. Одиграо је 10 сезона у Првој лиги СФРЈ.
Каријеру је започео у Младом раднику, а затим наставља у ФК Једниство из Светозарева коју врло брзо напушта и прелази у водећи градски клуб ФК Морава из Јагодине где сјајним партијама скреће пажњу на себе и добија позив нашег најтрофејнијег клуба Црвена звезда из Београда. У њој проводи пет сезона (1961-66), био је учесник вечитог дербија, играо међународне утакмице, играо заједно са Шекуларцем, Џајићем ...
Најуспешнија сезона у каријери овог фудбалера била је 1961/62, када је на десет првенствених утакмица постигао 2 гола и забележио четири наступа у Купу сајамских градова. Играо је у реваншу против Базела у Београду, који је завршен победом нашег тима од 4:1.
Свакако најзначајнија утакмица у каријери Светозара Андрејића јесте реванш полуфинала Купа сајамских градова против Барселоне, који је завршен победом изабраника Ласла Кубале од 4:1.
Каријеру наставља у НК Челик из Зенице (1966-71) са којим осваја Средње Европски Куп, и тако се уписује златним словима у историју зеничког фудбала. Зеничани су се са Андрејићем у тиму 1967. године по први пут у клупској историји пласирали у Прву лигу, где су остали само једно лето, да би већ наредне године поново изборили пласман у друштво најбољих, где су и провели наредних десет година.
После тога једну сезону игра за ФК Јагодина (1971-72) а затим каријеру наставља као тренер у истом клубу, све до пензионисања 1987. Данас као пензионер живи у Новом Ланишту.